# 福富秀勝
福富 秀勝（ふくずみ ひでかつ）は、戦国時代から安土桃山時代にかけての武将。織田氏の家臣。諱は貞次・定次とも。姓は「ふくとみ」と読まれてきたが、 『宇野主水日記』に「福住」とあり、『兼見卿記』でも「福角」、『家忠日記』には「ふくつみ」と書かれてあることから、「ふくとみ」と読むのは誤りである。

## 生涯

### 馬廻時代
福富氏は元は美濃国山県郡福富の出身で、清和源氏土岐氏支流の明智氏の一族と言われる。『張州府誌』によれば、秀勝は尾張国愛知郡岩塚村の人という。福富貞家（平太郎）の子。妻は朝倉景紀の娘。
父の代に尾張に移住して織田家に仕えたという。永禄4年（1562年）、西美濃での軽海の戦いに参加。永禄年間に赤母衣衆に追加選抜され、その後は一貫して馬廻衆として仕え、信長の出陣したほとんどの合戦に従軍したと考えられる。
永禄12年（1569年）8月の大河内城の戦いでは、「尺限廻番衆」24人の1人として包囲の柵の警戒にあたった。元亀元年（1570年）4月には朝倉氏攻めに従軍。同年8月には南方陣に参加して、大坂の守口近郊で一揆と交戦している。
天正元年（1573年）、8月13日の刀根坂の戦いの追撃戦で活躍。12月26日、佐久間信盛、毛利長秀と共に多聞山城受け取り奉行となり、翌年には同城の定番となった。天正3年（1575年）5月の長篠の戦いでは佐々成政・前田利家・野々村正成・塙直政と共に鉄砲奉行を務めて鉄砲隊を指揮した。
天正5年（1577年）2月からの雑賀攻めにも従軍。ただしこれを最後に、以後は信長が軍の指揮を離れたために、その馬廻である秀勝も、戦場に出る事よりも中央で政務を担当する事が多くなり始めて、副状の発給などが以前より多く見られるようになる。

### 奉行衆として
天正5年（1577年）6月、信長の発布した「安土山下町中宛信長朱印状」の条文の中では打ち入りなどの際には秀勝や木村高重に届け出るように記されており、安土の町奉行のような役割を担っていた事が分かる。同年9月には信長を裏切った松永久秀の人質を成敗する奉行を矢部家定と共に務めるように命じられ、10月5日に刑を執行した。
荒木村重が謀反をおこすと、その討伐戦となった天正6年（1578年）11月からの有岡城の戦いに参じたが、これも戦よりも検使としての役割が主であった。この戦では古田重然・下石頼重と共に茨木城主の中川清秀の投降に尽力したことを高く評価され、戦後の天正7年（1579年）6月20日に信長より鶴と鷹を与えられている。
天正8年（1580年）12月には猪子高就・長谷川秀一・西尾吉次と共に高天神城を攻囲中の徳川家康の陣に派遣され、家康の陣所を視察して2日後に帰国。天正9年（1581年）3月には菅屋長頼と共に能登国へ行き、国内の整理に当たったという。同年12月3日ごろには下石頼重と共に中川清秀に対して西国に加増がある事を伝える朱印状を伝達している。
天正10年（1582年）1月15日の「左義長」には不参加であったが、同年2月より始まった甲州征伐では3月に出馬し、先の左義長で馬廻衆・小姓衆を率いていた菅屋長頼・堀秀政・長谷川秀一・矢部家定の4名に秀勝を加えた5人が信長の馬廻衆と小姓衆を統率して兵を進め、4月2日には甲斐国に到着したが、織田信忠の軍によってほぼ武田氏の掃討は完了しており、戦闘は無かった。

### 最期
同年6月2日、明智光秀が信長に謀反を起こした本能寺の変の時は、信忠の直臣として妙覚寺にあって変を知ったが、信長の宿泊していた本能寺に参じることは叶わず、信忠に従って二条御新造（二条城）に拠って明智勢を相手に奮戦し、猪子高就、毛利良勝、菅屋長頼、野々村正成、村井貞勝など、多くの武将と共に討死した。
なお、6月5日に羽柴秀吉は「福富平左衛門の働きで、信長様と信忠様は、膳所（現在の大津市）に逃れられた。福富の功績は比類ない」という内容の書状を中川清秀に出している。無論、これは虚報だったのだが、秀勝と知己だった清秀はじめ摂津衆には説得力があるものだったようである。結果的に彼等は秀吉側に加勢し、これが山崎の戦いの趨勢を動かす一因となった。
秀吉の馬廻となった福富平兵衛（平兵衛尉）という人物は、秀勝の親族と思われるが続柄は不明。